# Pierre Deland
Pierre Joseph Deland, född den 13 december 1805, död den 13 november 1862, var en svensk skådespelare och teaterdirektör.  Han var direktör för Delands teatersällskap 1833-61, och grundade Dramatiska och Musikaliska Artisternas Pensionsförening 1857.  Han var son till violinisten Jean Pierre Deland, brorson till skådespelaren Louis Deland, och bror till skådespelaren Fredrik Deland.

## Biografi
Deland arbetade som bruksbokhållare och underofficer innan han 1822 blev medlem i Kristoffer Svanbergs kringresande teatersällskap tillsammans med sina bröder Lars Mauritz och Fredrik. 
Han gifte sig med direktörens styvdotter Charlotta de Broen, och 1833 övertog han Svanbergs sällskap som dess direktör. Det blev att av de mest berömda teatersällskapen, som spelade i landsorten och i Finland fram till 1849. Han var en sträng direktör, som upprätthöll "tuckt och ordning" i sin trupp, både i arbetet och privatlivet, och beskrivs som kall och arrogant mot sina skådespelare. Han spelade ofta franska komedier. År 1834 uppträdde de i Göteborg, där Charlotta Eriksson gästspelade med dem. 
Som skådespelare var ansågs han bildad och mångsidig och lärde sina elever ett mer naturligt talesätt.    Pierre Deland hade också en viktig roll i att inrätta nya teatrar runt om i landet. Den 8 juni 1838 skrev han till universitetskanslern kronprins Oscar, och bad att få det för staden gällande teaterförbudet under studieterminerna upphävt. Efter att beslutet upphävts vad det Delands trupp som den 5 juni 1839 blev den förste att spela i Uppsala. Delands trupp spelade därefter återkommande i staden, och lät även inrätta en teaterlokal på vinden av gamla mäteriet på Uppsala Ångkvarns tomt. När Uppsala teater invigdes 8 december 1841 var det på nytt Delands sällskap som invigde teatern. Deland invigde även Åmåls teater 1848 och Svenska Teatern i Helsingfors 1860–1861, och den första stående truppen på denna teater kom sedan ur hans trupp; truppen besökte ofta Finland och uppträdde ofta på Åbo Svenska Teater från 1839. 
Mellan 1835 och 1837 var han direktör för Djurgårdsteatern tillsammans med Olof Ulrik Torsslow. Mellan 1849 och 1861 var han sedan direktör för Djurgårdsteatern, där truppen uppträdde om somrarna.  Han spelade alldeles för högtidligt för publikens smak och gick med förlust. Sista året av sitt liv var han formellt anställd vid Dramaten. Deland var dramatiker.
Pierre Deland är begravd på Norra begravningsplatsen utanför Stockholm.

## Teater

### Roller (ej komplett)
| År   | Roll             | Produktion              | Teater      |
| ---- | ---------------- | ----------------------- | ----------- |
| 1845 | Greve de Mirmont | Kotteriet Eugène Scribe | Nya Teatern |